# 广州地铁37号线
广州地铁37号线是广州地铁规划中的地铁线路之一。线路途经天河区、黄埔区和从化区，将大大缩短知识城和从化等地与广州市中心城区的通勤时间。

## 概况
37号线从化段的前身为原规划的14号线三期，由从化街口继续向北大致沿105國道延伸，经过温泉和碧水湾，最后抵达良口鎮。2017年7月31日，广州地铁设计研究院與新丰政府方討論了交通对接问题，争取路线在良口镇的基础上继续向东北延长到韶关新丰並达成共识。
而37号线知识城至黄埔段的前身为2016年后出现的知识城南沙快线的一部分。中新广州知识城开发建设办公室于2017年末发出的知识城外联轨道交通规划图中，规划了一条“知识城—广州第二中央商务区—南沙”的高速地铁，该高速地铁自知识城南下，经长平和广州第二CBD后过江南下至南沙。
后来，定位为高速地铁的37号线规划出炉，使用了原规划14号线三期和知识城南沙快线的部分线位。广州市政府於2020年11月批复的《广州市城市轨道交通线网规划方案》（2018—2035年）中顯示，37号线在广州境内里程为85.6公里，从广州东站至良口，途经黄埔站、萝岗、知识城、佛塱村、赤草、东风等地，其中知识城至萝岗段与同为高速地铁的17号线共线；线路还计划延伸至韶关新丰。
根据广州市交通局于2021年9月底发布的《广州市交通运输“十四五”规划》，37号线一期（广州东站－佛塱村）已被列入广州市“十四五”规划的策划项目，预计有机会进入下一轮线网建设规划中。线路一期全长44.9km，并将途经规划中的黄埔高铁站。
2022年5月，广州市发改委答复市民咨询，称37号线已经已经纳入《广州市国土空间总体规划（2018-2035年）》，目前正在向国家报批相关程序。

## 车站

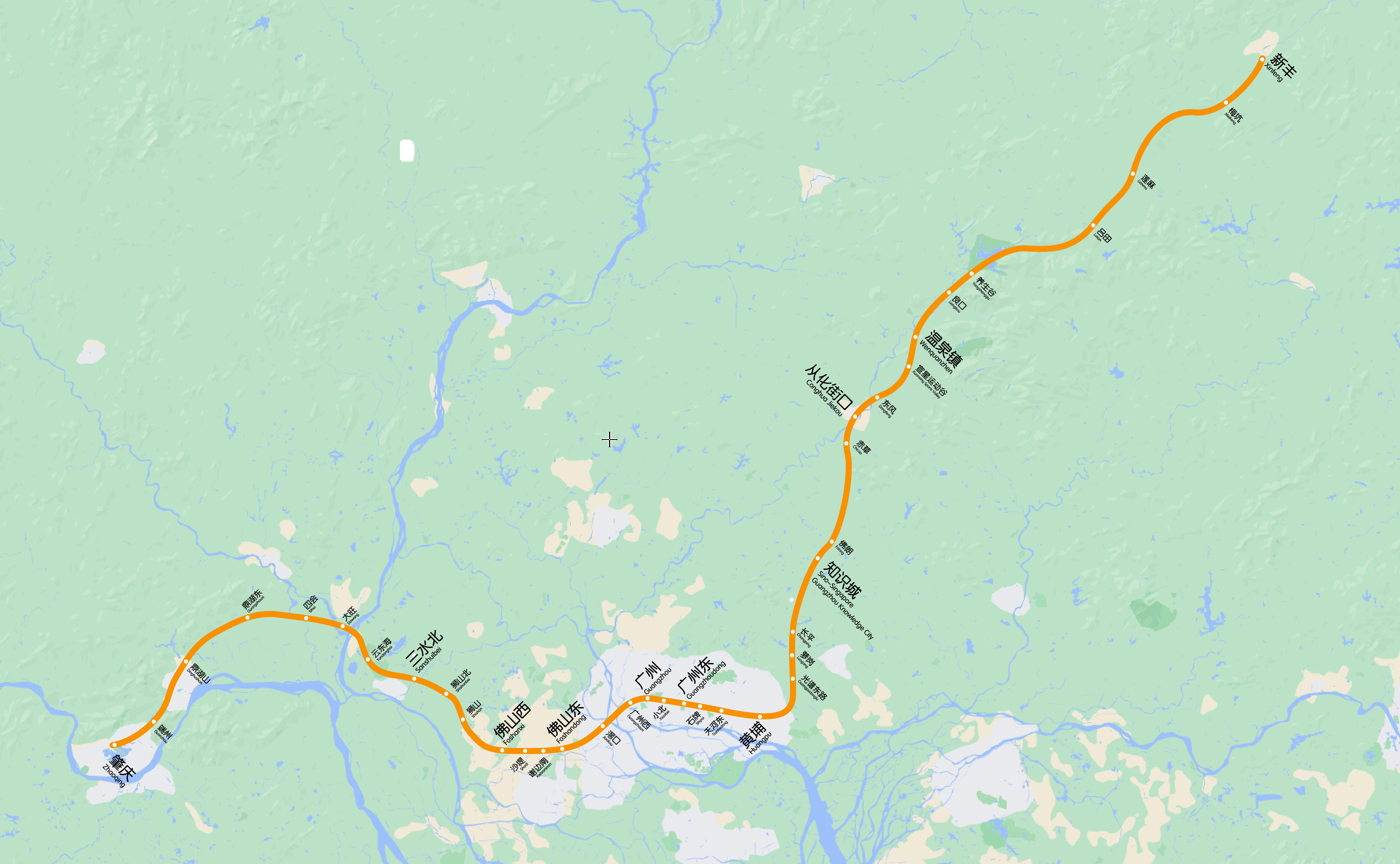
37号线可能的远景规划：与广肇城际共线至肇庆

目前37号线的具体设站情况并不明确。根据线路走向，37号线与其它线路换乘的车站或有：
- 东风站、神岗站：换乘14号线。14號線建設時未作出預留，換乘方式未知。
- 知识城站：换乘14号线知识城支线（未来为27号线）和17号线。14號線建設時未作出預留，而17号线為遠期線路，換乘方式未知。
- 长平站：换乘17号线、21号线和40号线。21號線建設時未作出預留，而17号线和40号线為遠期線路，換乘方式未知。
- 萝岗站：换乘6号线（未来为20号线）、7号线和17号线。6號線和7号线建設時未作出預留，而17号线為遠期線路，換乘方式未知。
- 黄埔站：换乘19号线、28号线和29号线。三线均为远期线路，预留情况未知。
- 广州东站：换乘1号线、3号线、11号线和18号线。四线建設時均未作出預留，换乘方式未知。